# Ałtajski Państwowy Instytut Kultury
Ałtajski Państwowy Instytut Kultury (ros. Алтайский государственный институт культуры) – rosyjska uczelnia państwowa w Barnaule.